# Средняя Солянка
Средняя Солянка — река в России, протекает в Саратовской области.

## География и гидрология
Средняя Солянка левобережный приток реки Солянка, её устье находится в 21 километр от устья Солянки. Длина реки — 18 километров. Площадь водосборного бассейна — 109 км².

## Данные водного реестра
По данным государственного водного реестра России относится к Нижневолжскому бассейновому округу, водохозяйственный участок реки — Большой Иргиз от истока до Сулакского гидроузла. Речной бассейн реки — Волга от верхнего Куйбышевского водохранилища до впадения в Каспий.
Код объекта в государственном водном реестре — 11010001612112100009940.